# Cyathea inaequalis
Cyathea inaequalis är en ormbunkeart som beskrevs av Holtt. Cyathea inaequalis ingår i släktet Cyathea och familjen Cyatheaceae. Inga underarter finns listade.